# Sondheim (Homberg)
Sondheim ist ein Stadtteil von Homberg (Efze) im nordhessischen Schwalm-Eder-Kreis. 

## Geographische Lage
Das Dorf Sondheim liegt an den Nordausläufern des Knüllgebirges rund 4 km südsüdwestlich des Zentrums der Kernstadt von Homberg. Es befindet sich am Westfuß des bewaldeten Ronnebergs (402,1 m ü. NN), durch die nördlichen Ortslagen fließt der Rinnebach. Durch das Dorf verläuft die Landesstraße 3384 (Lützelwig–Sondheim–Waßmuthshausen). Direkt nordwestlich von Sondheim verlief die ehemalige Kanonenbahn.

## Geschichte

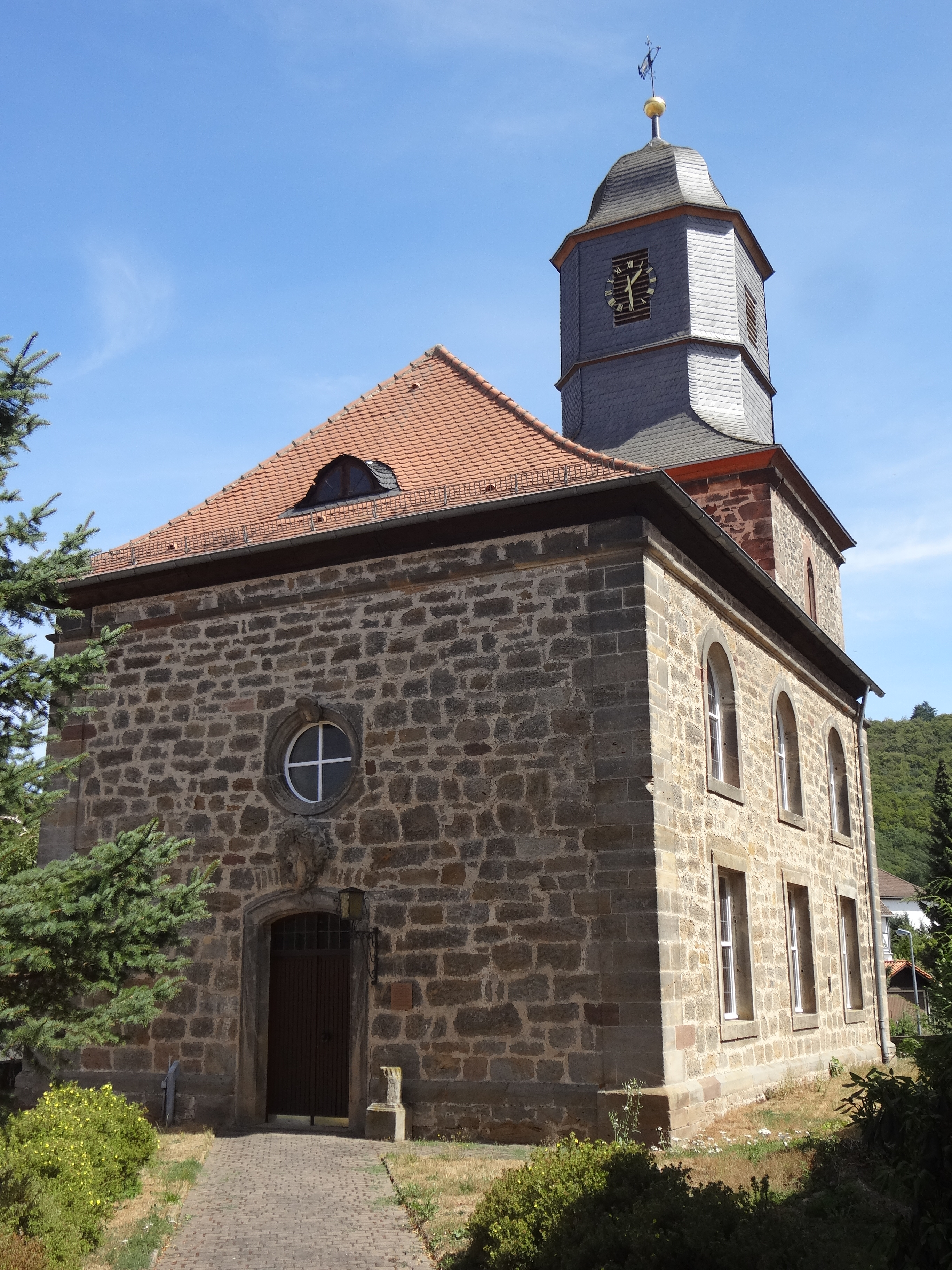
Ortskirche

Die älteste bekannte schriftliche Erwähnung von Sondheim erfolgte im Jahr 1209 unter dem Namen Sondheim  in einer Urkunde der Klosters Breitenau.
Um 1490 gab es im Dorf acht wehrhafte Männer und fünf Pflüge.
zum 31. Dezember 1971 wurde die bis dahin selbständige Gemeinde Sondheim im Zuge der Gebietsreform in Hessen als Stadtteil der Stadt Homberg, Bezirk Kassel, heute Homberg (Efze), auf freiwilliger Basis eingegliedert.
Für Sondheim, wie für die in der Kreisstadt Homberg (Efze) eingegliederten ehemals selbständigen Gemeinden (Stadtteile), wurden Ortsbezirke mit Ortsbeirat und Ortsvorsteher nach der Hessischen Gemeindeordnung gebildet.

## Bevölkerung
Einwohnerstruktur 2011
Nach den Erhebungen des Zensus 2011 lebten am Stichtag, dem 9. Mai 2011, in Sondheim 267 Einwohner. Darunter waren keine Ausländer.
Nach dem Lebensalter waren 33 Einwohner unter 18 Jahren, 96 zwischen 18 und 49, 72 zwischen 50 und 64 und 66 Einwohner waren älter. Die Einwohner lebten in 120 Haushalten. Davon waren 33 Singlehaushalte, 39 Paare ohne Kinder und 39 Paare mit Kindern, sowie 9 Alleinerziehende und 3 Wohngemeinschaften. In 33 Haushalten lebten ausschließlich Senioren und in 75 Haushaltungen lebten keine Senioren.
Einwohnerentwicklung
| Quelle: Historisches Ortslexikon |                                                 |
| • um 1490:                       | 8 wehrhafte Manner (5 Pflüge)                   |
| • 1537:                          | 11 Hübner, 12 Köttner (20 landgräfliche Huben). |
| • 1575/85:                       | 28 Hausgesesse                                  |
| • 1639:                          | 16 verheiratete, 2 verwitwete Hausgesesse       |
| • 1742/47:                       | 29 Häuser                                       |
| • 1768:                          | 172 Einwohner                                   |

| Sondheim: Einwohnerzahlen von 1834 bis 2015 | Sondheim: Einwohnerzahlen von 1834 bis 2015 | Sondheim: Einwohnerzahlen von 1834 bis 2015 | Sondheim: Einwohnerzahlen von 1834 bis 2015 | Sondheim: Einwohnerzahlen von 1834 bis 2015 |
| --- | ------------------------------------------- | ------------------------------------------- | ------------------------------------------- | ------------------------------------------- |
| Jahr |                                             |                                             |                                             | Einwohner                                   |
| 1834 | 1834                                        |                                             | 335                                         | 335                                         |
| 1840 | 1840                                        |                                             | 348                                         | 348                                         |
| 1846 | 1846                                        |                                             | 372                                         | 372                                         |
| 1852 | 1852                                        |                                             | 344                                         | 344                                         |
| 1858 | 1858                                        |                                             | 342                                         | 342                                         |
| 1864 | 1864                                        |                                             | 357                                         | 357                                         |
| 1871 | 1871                                        |                                             | 360                                         | 360                                         |
| 1875 | 1875                                        |                                             | 369                                         | 369                                         |
| 1885 | 1885                                        |                                             | 359                                         | 359                                         |
| 1895 | 1895                                        |                                             | 352                                         | 352                                         |
| 1905 | 1905                                        |                                             | 313                                         | 313                                         |
| 1910 | 1910                                        |                                             | 357                                         | 357                                         |
| 1925 | 1925                                        |                                             | 394                                         | 394                                         |
| 1939 | 1939                                        |                                             | 345                                         | 345                                         |
| 1946 | 1946                                        |                                             | 572                                         | 572                                         |
| 1950 | 1950                                        |                                             | 569                                         | 569                                         |
| 1956 | 1956                                        |                                             | 473                                         | 473                                         |
| 1961 | 1961                                        |                                             | 452                                         | 452                                         |
| 1967 | 1967                                        |                                             | 402                                         | 402                                         |
| 1980 | 1980                                        |                                             | ?                                           | ?                                           |
| 1990 | 1990                                        |                                             | ?                                           | ?                                           |
| 2000 | 2000                                        |                                             | ?                                           | ?                                           |
| 2011 | 2011                                        |                                             | 267                                         | 267                                         |
| 2015 | 2015                                        |                                             | 292                                         | 292                                         |
| Datenquelle: Historisches Gemeindeverzeichnis für Hessen: Die Bevölkerung der Gemeinden 1834 bis 1967. Wiesbaden: Hessisches Statistisches Landesamt, 1968. Weitere Quellen: ; Zensus 2011; Stadt Homberg (Efze): |                                             |                                             |                                             |                                             |

Historische Religionszugehörigkeit
| Quelle: Historisches Ortslexikon |                                                                     |
| • 1861:                          | alle Einwohner evangelisch-reformiert                               |
| • 1885:                          | 356 evangelische (= 99,16 %), drei katholische (= 0,84 %) Einwohner |
| • 1961:                          | 399 evangelische (= 88,27 %), 47 katholische (= 10,40 %) Einwohner  |

Historische Erwerbstätigkeit
| • 1961: | Erwerbspersonen: 72 Land- und Forstwirtschaft, 75 Produzierendes Gewerbe. 24 Handel und Verkehr, 15 Dienstleistungen und Sonstiges. |

## Politik
Für Sondheim besteht ein Ortsbezirk (Gebiete der ehemaligen Gemeinde Sondheim) mit Ortsbeirat und Ortsvorsteher nach der Hessischen Gemeindeordnung. Der Ortsbeirat besteht aus sieben Mitgliedern.
Bei den Kommunalwahlen in Hessen 2021 betrug die Wahlbeteiligung zum Ortsbeirat Sondheim 59,26 %. Alle Kandidaten gehörten der „Freien Wählergemeinschaft Sondheim“ an. Der Ortsbeirat wählte Frank Endter zum Ortsvorsteher.

## Persönlichkeiten
- Conrad Ide (1822–1907), Gutsbesitzer und Mitglied des Kurhessischen Kommunallandtags